# Libération
Libération, soprannominato Libé, è un quotidiano francese con sede nel III arrondissement di Parigi.

## Storia
Viene fondato nel febbraio del 1973 dal filosofo Jean-Paul Sartre assieme a Serge July, Philippe Gavi, Bernard Lallement e Jean-Claude Vernier.
Diventa in pochi anni il quotidiano di riferimento della sinistra francese. Dopo la scomparsa di Sartre (1980), il giornale abbandona le posizioni più estremiste appoggiando la sinistra socialdemocratica, ma mantiene i toni accesi contro il potere economico e politico.
Dopo il crollo del muro di Berlino, nel 1989, e il dissolvimento dell'Unione Sovietica (1991), il quotidiano assume mano a mano tendenze liberali e libertarie.
Nel giugno 2006 Libération affronta una grave crisi finanziaria. Il quotidiano accetta che Édouard de Rothschild (appartenente al ramo francese della famiglia di banchieri ebrei Rothschild) ne assuma il controllo. Rothschild ritiene che Serge July, ex sessantottino, al timone del quotidiano da 23 anni (cioè dalla sua fondazione), abbia fatto il suo tempo e ne ottiene le dimissioni.
Al momento di lasciare, Serge July dichiara: "Se la mia fuoriuscita potrà favorire il rifinanziamento del quotidiano, non porrò ostacoli".
Rothschild approva un piano di ristrutturazione che comporta tagli del personale. Alla fine del 2006 vengono licenziati 76 dipendenti su 276. Nuovo direttore del giornale è Laurent Joffrin. 
Uno dei maggiori azionisti del giornale diventa l'imprenditore italiano Carlo Caracciolo, ma l'azionista di controllo resta comunque Édouard de Rothschild con una quota societaria di poco superiore.
A partire dal 2009 Nathalie Collin è condirettrice insieme a Joffrin.
Nel 2011, nel giro di pochi mesi, sia Joffrin sia Collin lasciano Libération per il Nouvel Observateur e il nuovo direttore di Libération è Nicolas Demorand.
Il 18 novembre 2013 la redazione del giornale subisce un attentato in cui rimane vittima un assistente al fotografo di 27 anni.
Come molti altri giornali, Libération soffre di una perdita di lettori, inoltre Demorand è sempre più contestato dalla redazione. A inizio 2014, Demorand si dimette e Édouard de Rothschild esce dal capitale. Dal 3 aprile 2014 il direttore operativo del quotidiano è Pierre Fraidenraich.
Sempre nel 2014, sull'orlo dell'amministrazione controllata, la proprietà di Libération è rilevata congiuntamente da Bruno Ledoux e da Patrick Drahi, proprietario del gruppo di telecomunicazioni Numericable-SFR.e Laurent Joffrin torna a dirigere il giornale. 
Nel 2020 viene annunciato che la proprietà di Libération passa a una fondazione senza fini di lucro. 
Nel luglio 2020 Joffrin si dimette da direttore per dedicarsi alla creazione di una nuova formazione politica. A sostituirlo, viene chiamato Dov Alfon, già redattore capo del quotidiano israeliano Haaretz.